# Yomiuri Shinbun
Lo Yomiuri Shinbun (読売新聞?, Yomiuri Shinbun) è un quotidiano giapponese pubblicato a Tokyo, Osaka, Fukuoka e in altre città del Giappone. Fondato il 2 novembre 1874, è il giornale più diffuso al mondo, la sua tiratura si aggira intorno alle 9.2 milioni di copie giornaliere. È stampato due volte al giorno e ha molte edizioni locali.
Il giornale è anche patrocinatore del premio letterario Yomiuri-bungaku, fondato nel 1948, che ha visto tra i vincitori anche scrittori come Yukio Mishima e Haruki Murakami. È un quotidiano conservatore, da alcuni considerato vicino al centro-destra. Il giornalista investigativo e scrittore di gialli statunitense Jake Adelstein è stato il primo redattore non giapponese dello Yomiuri Shinbun, nel 1993.

## Altre attività

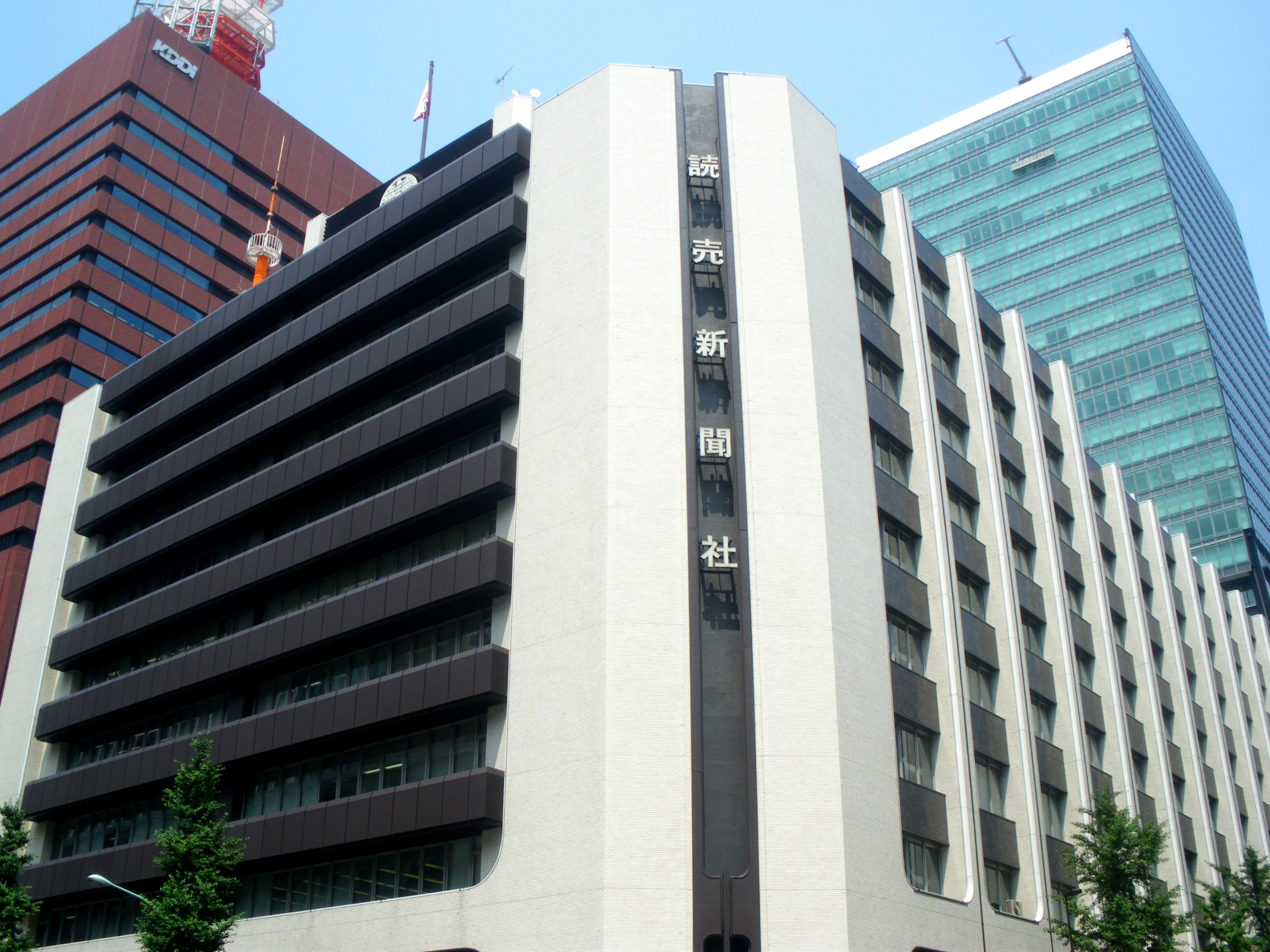
La sede di Yomiuri a Tokyo

Lo Yomiuri pubblica anche The Japan News, comunemente chiamato The Daily Yomiuri, il più grande quotidiano del Giappone in lingua inglese. Come supplemento all'edizione giornaliera viene distribuito un magazine settimanale, chiamato The Yomiuri Weekly. Altre pubblicazioni sono il quotidiano Hochi Shinbun, specializzato in stampa sportiva, e altre riviste settimanali e mensili e libri.

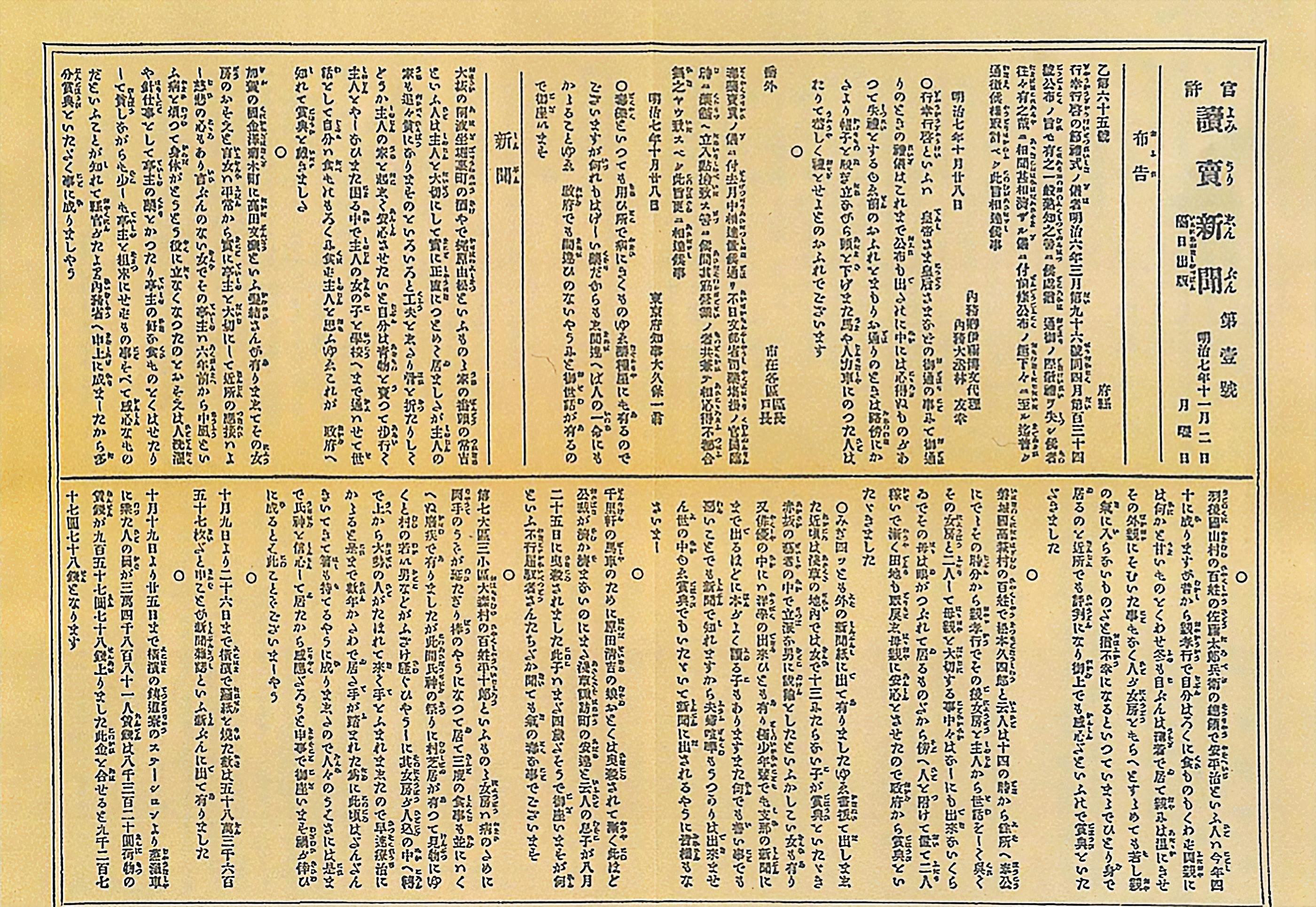
Il primo numero del quotidiano del 1874.

La Yomiuri Shinbun Holdings possiede anche la società editrice Chuokoron-Shinsha, acquisita nel 1999, ed il network Nippon Television.
Inoltre è membro dell'Asia News Network.
Lo Yomiuri Shinbun è il patron finanziario della squadra di baseball dei Yomiuri Giants oltre che dei Tokyo Verdy 1969 di calcio. È infine lo sponsor della rassegna annuale Japan Fantasy Novel Award.